# جنرال موتورز مصر
جنرال موتورز مصر هي شركة لصناعة السيارات مقرها بالمعادي، القاهرة - مصر، ومصنعها بمدينة السادس من أكتوبر. وعلى الرغم من اسم الشركة إلا انها لا تعتبر واحدة من الشركات التابعة لشركة جنرال موتورز العالمية ولكنها فقط شركة محاصة مع المستورد المحلي وموزع السيارات المسمى بمجموعة منصور.
بعد 8 سنين من النجاح بالتعاون مع الشركة الأمريكية جنرال موتورز، تم تقديم اقتراح لبناء مصنع للإنتاج في مصر. وبالتالي تم إنشاء الشركة في ذلك العام، وكان الافتتاح الرسمي للمصنع في 1985م، وكانت كلمة افتتاح المصنع قد القيت من رئيس مصر السابق حسني مبارك.
كانت أول منتوجات المصنع هياكل معدنية، والتي كان يتم تجميعها محليا من شركة تجميع أخرى لإنتاج سلسلة «تي شيفروليت»، ثم لاحقا بدأ تصنيع الباص المصغر التابع لشركة شيفروليت.
في عام 1993 تم استبدال الباص المصغر بسيارة «أوبل فيكترا»، وبعد ذلك بسنة تم بدء تجميع القطع المستوردة الخاصة بسيارة «أوبل كورسا».
في عام 1996 كان المصنع قد أتم صنع 100 ألف سيارة، وفي تلك السنة، تم تكريم الشركة لكونها أفضل شركة مصنعة لسيارات «أوبل» في العالم من ناحية الجودة.